# نادي غاز الجنوب
نادي غاز الجنوب الرياضي هو نادي رياضي عراقي مقره في البصرة، يلعب في الدوري العراقي الممتاز للكرة الطائرة وفي دوري المحترفين لكرة الصالات وفريق كرة القدم في القسم الثاني بالعراق. وفريق تنس الطاولة في الدوري الممتاز.

## كرة الطائرة
فاز فريق غز الجنوب لكرة الطائرة بلقب الدوري العراقي لكرة الطائرة في المواسم 2011–12، و2012–13، و2013–14، 2014–15،و2017–18، وفاز بلقب الدوري العراقي للكرة الطائرة 2014. كذلك فاز بالدوري موسم 2021-2022 وموسم 2022-2023 وموسم 2023-2024 مثل العراق في بطولة الأندية لكرة الطائرة وبطولة واحرز المركز الخامس عربياً الأندية العربية. لديه 3 كؤوس سوبر في العراق اخرها كان موسم 2023-2024

## كرة الصالات
فاز فريق غز الجنوب لكرة الصالات بلقب الدوري العراقي لكرة الصالات في موسم 2013-14.

## روابط خارجية
- الملف الشخصي للفريق على kooora.com
- أندية العراق - تواريخ التأسيس